# 资源河灯歌节
中国广西资源县每年农历七月十五前后有放河灯和唱山歌的风俗。从1995年起，当地政府将两项民俗活动整合成为一年一度的河灯歌节。
资源县的合浦街位于资江沿岸，清朝时曾是湘桂货物（尤其是粤盐）转运中心，往来于资江与漓江间的货物在此上、下岸，因此日益繁盛，湖南客商云集。财力雄厚的湖南会馆每年中元节出资举办盂兰盆会，组织集中漂放河灯，超度在资江落水的亡者。粤盐限禁入湘及湘桂铁路通车后，资江水运和沿江商埠衰落，合浦街和大埠头的盂兰盆会遂不再举行，但居民仍保留每年七月十四放河灯的习俗。1949年后，中元节放河灯被视为封建迷信遭到禁止。1981年，县文化馆重新组织了一次放河灯活动，唯独不烧纸钱，此后民间每年自行漂放。:35-36:430
资源县的五排一带生活着从城步县迁来的苗族，称农历七月十五为“月半节”。传说这一天是杨氏家族祖先到五排定居的日子，因此每年举行歌会以纪念祖先。歌会持续三天三夜，七月十三在小地（今属车田苗族乡），十四在车田街上，十五最为隆重，在杨氏祖先最早定居的烟竹坪（今属两水苗族乡）举行。当地苗族有不能在家、不能在长辈面前唱山歌的规矩，唯独这三天不加禁忌。:62
1995年，县人民政府在县人大常委会提议下，将县城中元节放河灯和五排月半歌节合二为一，嫁接、整合为河灯歌节。政府高度参与其中，每年组织河灯歌节的开展，拨款提供经费，并大力宣传。:160县城的资江西岸建造起木结构长廊，开发为4A级景区“资江灯谷”。
- 资江灯谷
- 河灯歌节，歌手乘坐竹筏来到江心演唱山歌
- 河灯歌节，集中漂放河灯
- 写有“中元”的河灯